# Hogra
La hogra es un término dialectal magrebí proveniente de la raíz árabe haqara (حقَرَ), del verbo Ihtaqara ( اِحْتَقَرَ) ‘despreciar’. Se empezó a emplear a partir de las violentas manifestaciones que tuvieron lugar en la noche del 4 de octubre de 1988 en Bab El Oued, un barrio popular de Argel, y que se extendieron al resto de la capital y del país el 5 de octubre de 1988. Su significado principal denota una discriminación social por parte de cualquier persona que ostente autoridad. También puede significar desdén o desprecio, injusticia, inequidad, abuso de poder y humillación. Tiene una gran connotación peyorativa para aquellas personas que se identifican con este sentimiento. De igual modo, la hogra designa la relación del Estado con sus ciudadanos en la que se opone el Hagar (el que desprecia) y el mahgour (el despreciado). En el inconsciente popular, el término hagar se refiere a una potestad jerárquica que le ofrece una forma de impunidad.

## La hogra en Argelia

### Los eventos de octubre de 1988
El 5 de octubre de 1988 estalló en Argelia una airada ola de protestas en contra de la carestía y la subida de precios que sufría el país. Una sociedad argelina, ahogada tras 20 años bajo el control estricto del Ejército de Liberación Nacional argelino (ELN) y del partido único del Frente de Liberación Nacional (FLN) y que se resistía a seguir padeciendo la hogra, se situó en el centro de estas violentas sublevaciones en las que se exigían importantes reformas políticas. El ejército declaró el estado de sitio y la violencia desacerbada del ejército contra estas manifestaciones pacíficas se saldó con 159 muertes según un informe oficial, frente a más de 500 reportadas por los militantes de los derechos del hombre.
Asimismo, una posterior ley de amnistía impidió designar a los responsables de la represión. Los jóvenes que se opusieron a seguir padeciendo la hogra murieron por la democracia, los derechos del hombre, la libertad de prensa y el multipartidismo. Se consiguió poner fin al partido único, a los monopolios sindicalistas y de los medios de comunicación del Estado, pero la euforia duró poco. En 1991, los resultados de la primera ronda legislativa anunciaban una victoria con creces de los islamistas del Frente Islámico de Salvación (FIS). El ejército suspendió el escrutinio, tomó el poder y decretó un nuevo estado de sitio dando así lugar a la década negra de guerra civil que se saldó oficialmente con 200 000 muertos entre 1992 y 2002.

### Primavera Árabe año 2011
A pesar de que Argelia contaba con los ingredientes propicios para que estallara en ella una revolución como la de sus países vecinos—un pueblo joven y ocioso, autoritarismo y corrupción por parte de la clase política, la hogra como malestar en una sociedad dividida entre el deseo de modernidad, el conservadurismo y los tabúes—; la Primavera Árabe no tuvo el mismo efecto. Se produjeron decenas de revueltas, pero no llegaron a formar un frente común ya que, la dicotomía entre las manifestaciones planificadas y elitistas por un lado y las decenas de huelgas espontáneas y los intentos de suicidio por el otro impidieron que el movimiento se unificara. Asimismo, el Gobierno de Buteflika aprovechó el momento de bonanza económica en el que se encontraba el país para subir salarios y prebendas a la población y así acallar las dispersas manifestaciones que poco a poco fueron perdiendo fuelle. No hay que olvidar que los recuerdos de la guerra civil aún estaban muy presentes en una población traumatizada, cuyos jóvenes, niños durante la Década negra,  se encontraban desempleados y eran víctimas de la hogra diaria - del "desprecio" teñido de injusticia— del Gobierno de Buteflika.

### Segunda Primavera Árabe, marzo de 2019
En el contexto de las protestas pacíficas de Argelia conocidas bajo el sobrenombre de Hirak argelino, el sentimiento de la hogra volvió a resurgir transformado en un sentimiento de exasperación por el desprecio ejercido por la clase superior. La movilización de los ciudadanos tuvo como objeto no propulsar un movimiento político como anteriormente, sino enfrentarse al sistema político de Abdelaziz Bouteflika como expresión de una voluntad unánime de vivir en una Argelia libre con una justicia, una competición política transparente y una alternancia.
Esta movilización masiva logró que Abdelaziz Bouteflika renunciara el 11 de marzo de 2019 a un quinto mandato y el 2 de abril a la presidencia. Abdelkader Bensalah, el entonces presidente del senado pasó a ocupar su cargo y anunció un proceso de transición hasta la convocatoria de elecciones, las cuales fueron pospuestas varias veces hasta que finalmente pudieron ser realizadas el 12 de diciembre de ese mismo año  —siendo Abdelmadjid Tebboune el presidente electo.
Desde los movimientos de protesta iniciados en febrero de 2019, los argelinos han tomado las riendas de su destino. No obstante, la crisis provocada por la COVID-19 pone en duda el cumplimiento de todas las promesas electorales. La resignación frente a la hogra y el profundo coma político en el que se encontraba sumido el país dio paso a una nueva ola de esperanza y expectativas, maduradas por la voluntad de un pueblo que exige de sus dirigentes más y mejor.

### ElHirakvuelve a las calles, febrero de 2021
Desde finales de febrero de 2021 las manifestaciones del Hirak argelino se han reavivado en el país debido al aumento de la represión contra activistas, opositores políticos y periodistas. Según nos relata el Comité Nacional para la Liberación de los Detenidos (CNLD), en un intento por calmar las aguas, el 29 de abril de 2021 fue liberado bajo supervisión judicial el activista, Karim Tabbou, quien ya había estado encarcelado desde septiembre de 2019 hasta julio de 2020. No obstante, lejos de amainar, las manifestaciones prosiguieron y varios miles de personas salieron a las calles de Argel el viernes 30 de abril en contra de la hogra y a gritos de "Police partout, justice nulle part”(Policía por todas partes, justicia en ninguna) y "Relâchez nos enfants pour qu'ils jeûnent avec nous pendant ce ramadan” (Liberad a nuestros hijos para que ayunen con nosotros durante Ramadán). Asimismo, el jefe de la Liga Argelina de Derechos Humanos (LADDH), Kaddour Chouicha, expresó su preocupación por "la escalada de represión, que tiene como objetivo todas las voces de la oposición y el Hirak" e instó al gobierno a "detener inmediatamente el acoso y las detenciones arbitrarias de activistas pacíficos del Hirak, de la sociedad política y civil, y de periodistas".
Según las asociaciones argelinas de apoyo a los presos, más de 70 personas están actualmente entre rejas, perseguidas por sus vínculos con el Hirak y/o las libertades individuales. Por ello, cerca de 300 personalidades, activistas y ONG lanzaron el sábado 1 de mayo un llamamiento conjunto para que se ponga fin a la "guerra declarada contra el pueblo argelino" por el régimen, en un comunicado difundido por sitios cercanos al movimiento de protesta Hirak. Esta declaración denuncia esta nueva forma de hogra como "ofensiva judicial y de seguridad" del gobierno, que "adopta la forma de una guerra abierta contra el pueblo argelino".
En respuesta a este comunicado y durante el consejo de ministros que tuvo lugar al día siguiente de su publicación, el presidente Tebboune advirtió a su gobierno que "cualquier forma de expresión de las reivindicaciones en los distintos sectores debe tener en cuenta los intereses de los ciudadanos, respetar las leyes de la República y no servir de motivo para una dudosa instrumentalización" y "ordenó entablar un diálogo con los distintos interlocutores sociales para mejorar la situación socioprofesional de los empleados del sector" de la Educación y la Sanidad.
Al mismo tiempo, los agentes de la Protección Civil, especialmente los bomberos, marcharon uniformados no lejos de la sede de la presidencia argelina hasta el edificio de su dirección general. La manifestación fue reprimida violentamente por la policía y 230 bomberos fueron sancionados: "Nos golpearon y utilizaron gases lacrimógenos. En pleno Ramadán. No hemos hecho nada. No hemos roto nada. Conocemos la normativa. Sólo pedimos nuestros derechos", dijo uno de los bomberos a los periodistas en un vídeo publicado en Internet. En su defensa, el Ministerio del Interior calificó la protesta de "ilegal" y de "complot contra el país", acusaciones recurrentes que también apuntan a otras voces disidentes en Argelia, así como a los medios de comunicación privados. El Ministerio del Interior ha acusado a los manifestantes de ser empujados "por partidos hostiles a Argelia".
Huelgas, 15% de paro y empobrecimiento, precios al alza y escasez de alimentos básicos... Esta es la situación actual Argelia cuya población, en un sublevamiento contra la perpetua hogra, exige un cambio radical en el "sistema" político vigente desde la independencia del país en 1962.

## La hogra en Marruecos

### Sentimiento incipiente, año 2009
El 23 de septiembre de 2009 una treintena de personas se manifestaron delante de la embajada de Francia en Rabat para protestar contra la política de emisión de visados a los nacionales marroquíes. Esta asamblea fue organizada por la Asociación Marroquí de Derechos Humanos (AMDH) tras el fallecimiento negligente de Aicha Mojtari, una marroquí enferma de cáncer de huesos a la que se le denegó el visado. La treintena de personas allí reunidas cantaron proclamas como: “a los marroquíes no se les humilla”, “no a la hogra de los visados, sí a los derechos humanos” y en las pancartas enarboladas se podía leer: “no al racismo, viva la amistad del pueblo francés y marroquí”.

### Primavera Árabe año 2011
En 2011, en el contexto revolucionario de las Primaveras árabes, ese sentimiento de hogra se empleó para hacer referencia a la frustración experimentada por los jóvenes diplomados en paro que habían puesto todas sus esperanzas en obtener un empleo acorde a su estatus intelectual. En este caso, la hogra les permitía explicar ese sentimiento de no ser percibidos socialmente con el valor que se merecían y que implicaba que ciertos jóvenes se sintieran inútiles y desvalidos.
Los eslóganes reivindicativos se apoyaban en tres nociones principales: la marginación, la exclusión y la dignidad —al-karama— como antítesis de hogra. El sentimiento de frustración, de hogra, se convirtió en el propulsor de las revueltas cuya intensidad hizo aumentar el grado de la violencia colectiva.
Desde 2011 Marruecos ha vivido varias inmolaciones y suicidios causadas por “injusticias sociales”, ese sentimiento de hogra, que han suscitado una indignación popular.

### Crisis de Alhucemas 2016-2017
El 28 de octubre de 2016, Mouchine Fikri, un vendedor de pescado, murió en la provincia rifeña de Alhucemas, tras quedarse atrapado y ser despedazado dentro de un camión de la basura al lanzarse a este en un intento desesperado por recuperar la mercancía que la policía le había confiscado y tirado dentro de él. Su muerte desató la ola de protestas sociales más fuerte acontecida durante el reinado de Mohamed VI.
Este suceso, que fue grabado y difundido por la red, hizo estallar la cólera de miles de marroquíes que no dudaron en lanzarse a las calles no solo en la provincia de Alhucemas, sino también en otras ciudades como Rabat o Casablanca, en protesta contra la hogra. El hashtag  #كلنا_محسن_فكري —todos somos Mouchine Fikri— llenó la red. La organización islamista más grande del país, Justicia y Beneficencia ( Al Adl Wal Ihssan) se unió a los manifestantes apelando a luchar contra un poder despótico que ultrajaba los derechos elementales de los ciudadanos. En cuanto al Partido Justicia y Desarrollo, este llamó a sus miembros a boicotear las manifestaciones.
Desde este atroz accidente, el Movimiento popular del Rif (al- Hirak al-cha’bi fil Rif) organizó de forma regular varias manifestaciones  en la capital de esta provincia, conocida por su historia jalonada de conflictos con el poder central, donde cada semana los jóvenes salían a las calles para denunciar y rechazar la hogra, que en este contexto se refiere a un resentimiento provocado por la corrupción del país, el paro, la falta de infraestructuras, la pobreza, etc. Estas manifestaciones pacíficas se denominaron el Hirak del Rif.
El 14 de mayo de 2017 el nuevo ministro del Interior marroquí, Abdelouafi Laftit declaró que: “la instrumentalización que realizaron los habitantes de la provincia de Alhucemas de la causa perjudicaba a la integridad territorial del reino”. Los miembros de la Hirak, sospechosos de recibir apoyo externo, interpretaron sus palabras como una acusación clara de traición ya que, aunque en las manifestaciones algunos de ellos llevaran la bandera amazig o se mostraran orgullosos de su cultura y de su identidad, esto no era excusa para tratarlos de traidores o de separatistas. Las palabras de Laftit provocaron una nueva oleada de manifestaciones que rechazaban la hogra, que se materializaron el 18 de mayo de 2017 donde miles de personas salieron a las calles en su repulsa.
El 22 de mayo de 2017 una delegación del Gobierno compuesta por varios ministros y directores de la Administración Pública se presentaron en Alhucemas y, delante de las cámaras de la televisión pública, prometieron la creación de un núcleo universitario, la renovación de las instalaciones escolares, el reclutamiento de quinientos docentes, la rehabilitación y equipamiento del centro de oncología, la aceleración de diferentes proyectos del plan Manarat Al-Mutawasit, etc. Estas promesas apaciguaron el sentimiento de hogra de la Hirak, la cual anunció una tregua hasta el 21 de julio, fecha de la siguiente manifestación en la que contaban movilizar a más de un millón de personas.
Ahora bien, esta tregua duró poco ya que el 26 de mayo de 2017 un video de Nasser Zefzafi, líder de la Hirak, en el que insultaba al imán de una mezquita de Alhucemas se hizo viral en la red. Este hecho incitó al procurador de Alhucemas a llevar a cabo una investigación contra él por ir en contra de la liberad de culto. Ahora bien, el líder de la Hirak consiguió huir en un primer momento gracias a los habitantes de su barrio que impidieron la redada oficial. No obstante, ese fin de semana Nasser Zeftati y una treintena de miembros del movimiento fueron detenidos.
El 11 de junio de 2017 miles de personas se reunieron en el centro de la capital marroquí en apoyo a las sublevaciones producidas en el norte del país para exigir la liberación de los líderes y miembros del movimiento a gritos de: "no a la hogra, libertad, dignidad y justicia social”.
El 31 de julio de 2017 el rey agració a unos cuarenta detenidos del movimiento de 150 personas encarceladas.
Actualmente, el líder de la Hirak, Nasser Zefzafi, sigue encarcelado en la prisión de Casablanca cumpliendo una condena de 20 años por criticar al rey y a la clase política del país y por reclamar trabajo y educación.

### Manifestaciones en Mequínez, abril de 2021
Cientos de residentes de la ciudad de Boufakran, en las afueras de Mequínez, (Mèknes), salieron a las calles el 13 de abril de 2021, coreando consignas contra la Hogra, después de que un hombre víctima de la violencia policial se suicidara, según informaron los medios de comunicación. El joven de unos 40 años explicó en una carta que dejó escrita que ya no soportaba la violencia y los insultos a los que se había visto sometido por parte de dos policías. Añadió que responsabilizaba a las autoridades locales y a las personas que le insultaron y golpearon de su decisión. La asociación marroquí de derechos humanos dijo que el joven había pedido a las autoridades locales una ambulancia para trasladar a su hermana enferma al hospital. Esta petición no sólo fue rechazada, sino que además fue sometido a "todo tipo de insultos y golpes". La Asociación pidió una investigación de las circunstancias y las causas del incidente y que se juzgue a todos los responsables que contribuyeron directa o indirectamente a este trágico suceso.

## La hogra en Túnez

### La revolución de los jazmines
La noción de hogra entendida con la acepción originaria argelina echó raíces en Túnez en 2010. Las vejaciones y las violencias policiales, el desprecio con el que la administración trataba a sus usuarios, la prohibición a los tunecinos de frecuentar lugares turísticos y la centralización excesiva contribuyeron a alimentar la hogra como sentimiento de expoliación y de “colonización interna”. Sectores enteros de la sociedad tenían interiorizada la idea de que eran Mahgours [víctimas de la hogra], pero eso cambió tras la oleada de manifestaciones que surgieron a raíz de la inmolación de Mohamed Bouazizi y que se sitúa en el origen de la revolución de los jazmines.
La hogra comenzó a sentirse de forma pronunciada en las regiones ricas o supuestamente ricas en minerales —como el triángulo de Gafsa-Redeyef-Métlaoui, productor de fosfatos— o en el sur —Tataouine, Médenine, Kebili— que poseen algunos yacimientos petrolíferos. El expolio de los recursos por Túnez y el Estado central fue motivo de resentimiento generalizado y explicaría el éxito de la campaña winou’l petrol? "¿Dónde está el petróleo?".

### La historia se repite. Enero de 2021
El término hogra volvió a incendiar las redes sociales el 14 de enero de 2021, 10 años después de la caída de Ben Alí con un video, que se hizo viral, en el que aparecía un policía municipal gritando y empujando violentamente a un pastor que solo había pasado con sus ovejas frente al edificio del Ayuntamiento en la ciudad de Siliana. La reacción de los jóvenes de Siliana y otros barrios obreros no se hizo esperar. Las protestas que comenzaron el 14 de enero, continuaron en el barrio de Ettadhamen, el más desfavorecido de Túnez y, desde allí, se extendieron al resto del país.
Si bien estas protestas se produjeron a pesar del toque de queda establecido en todo el país para contener la propagación de Covid-19, fueron rápida y violéntamente reprimidas por la policía, quien llegó a herir de gravedad y causar la muerte de un joven de 21 años, Haykel Rachdi, en la ciudad Essourour de Sbeïtla por un bote de gas lacrimógeno lanzado durante la noche del 19 de enero. Su muerte se anunció finalmente el 25 de enero tras su hospitalización en Susa.
A raíz de su muerte, se lanzaron varios llamamientos en las redes sociales para que la fecha del 26 de enero de 2021, aniversario de la revuelta del 26 de enero de 1978 —el primer enfrentamiento sangriento entre los movimientos sociales y el régimen autoritario en Túnez— fuera une Journée de la Colère (Día de la Ira) y de manifestaciones en la capital. La respuesta a este llamamiento por parte del Gobierno fue un gran despliegue de brigadas policiales antidisturios por todo el territorio que no escatimaron en utilizar la violencia para dispersar las manifestaciones a base de porrazos, gases lacrimógenos... 
Amnistía Internacional denunció el uso excesivo e innecesario de la fuerza, pero también los malos tratos durante las detenciones policiales que se hicieron a lo largo de esos días. Las ONGs también protestaron contra las detenciones consideradas arbitrarias y advirtieron que estas prácticas no harían más que alimentar la ira de la calle contra el sistema de seguridad y agravar el rechazo al Estado. Saif Ayadi, de la Asociación Tunecina por la Justicia y la Igualdad (Damj), dijo que, hasta el 27 de enero, su organización, en colaboración con la Liga Tunecina de Derechos Humanos (LTDH), había identificado al menos a 1.540 personas detenidas en las protestas, muchos de ellos jóvenes de entre 13 y 25 años, que fueron acosados en las comisarías y obligados a firmar informes policiales previamente redactados.